# 樹敬寺
樹敬寺（じゅきょうじ）は、三重県松阪市新町884番地にある浄土宗の寺院。知恩院の末寺である。山号は法幢山。本尊は阿弥陀如来であり、脇侍は観音・勢至菩薩の三尊形式である。本居宣長ら本居家の菩提寺であり、「本居宣長墓（樹敬寺）附 本居春庭墓」は国の史跡に指定されている。

## 歴史

### 松ヶ島城下時代
鎌倉時代初期の建久6年（1195年）、俊乗房重源（しゅんじょうぼうちょうげん）上人は東大寺大仏殿復興大勧進のために、細頸に不断念仏道場を建てた。南北朝時代の正長元年（1428年）には戦火で廃墟となった。
文亀元年（1501年）、敬誉（きょうよ）上人が伊勢神宮参拝の際に不断念仏院を訪れて復興を志し、28年間にわたって浄財集めを行った。敬誉上人は「樹敬上人」と呼ばれて親しまれていたことが寺号の由来である。

### 松阪城下時代
天正16年（1588年）に蒲生氏郷が松阪城の城下町を建設した際、松ヶ島城の城下町から松阪城下に移った。浄土宗の寺院であり、知恩院の末寺である。本居宣長ら本居家の菩提寺である。本居宣長はしばしば住職の説教を聴きに訪れ、塔頭である嶺松院の歌会には44年の長きに渡って参加した。

## 境内
本堂は入母屋造である。墓地の土塀は松阪市では他に例がない。

### 墓地
- 本居宣長（国学者）
- 本居春庭（国学者）
- 原田二郎（実業家）

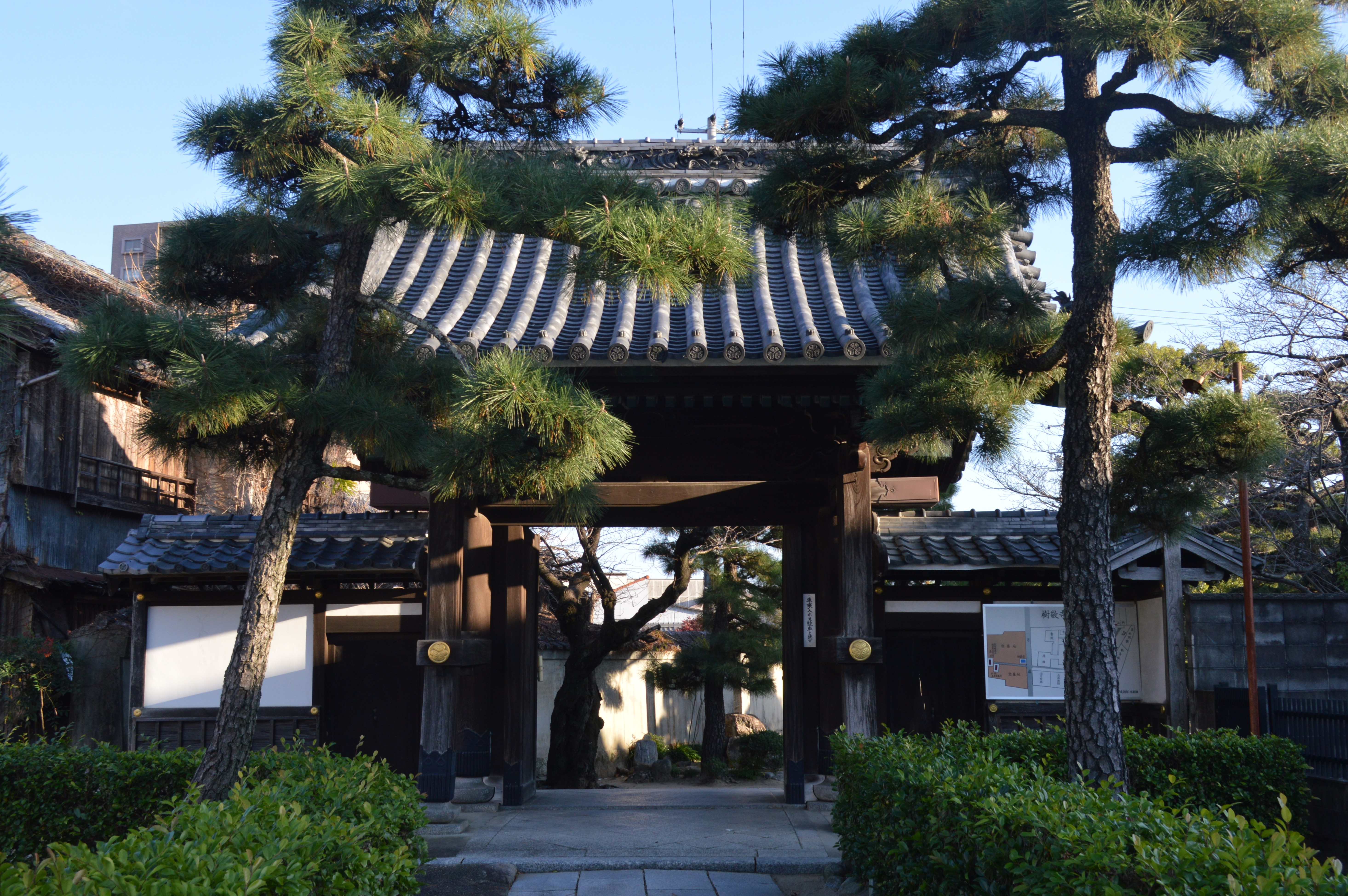
山門
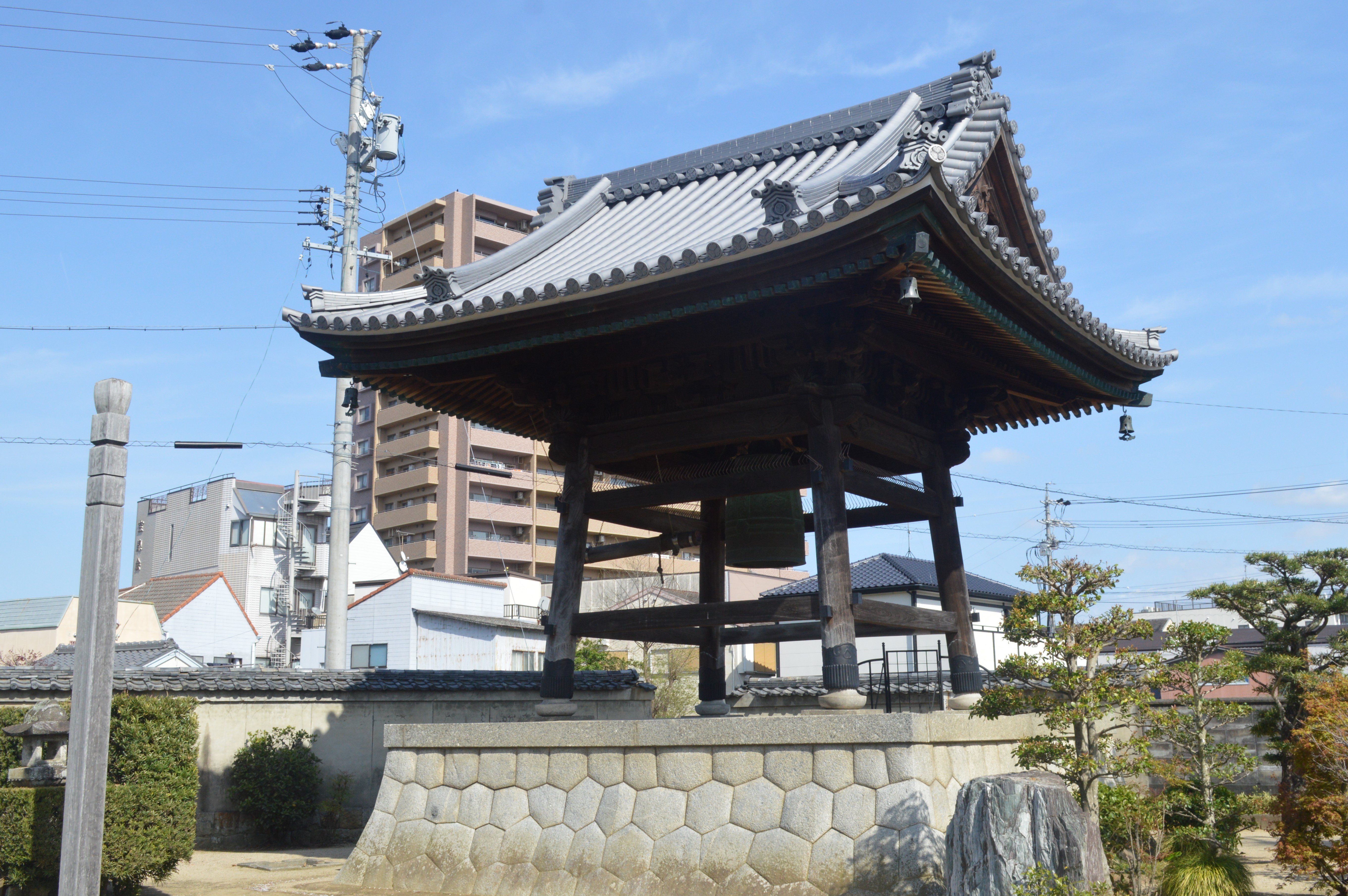
鐘楼
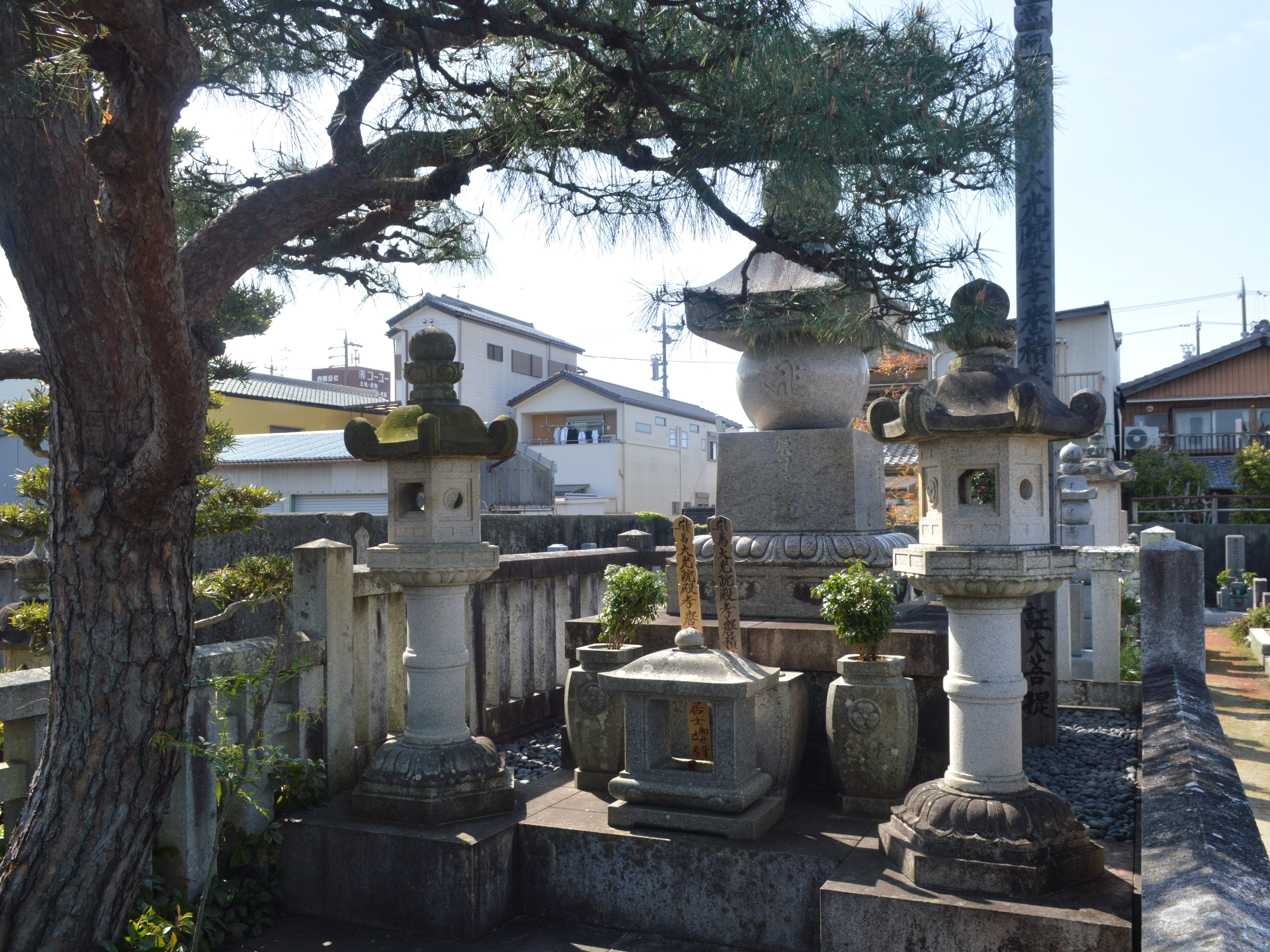
原田二郎の墓
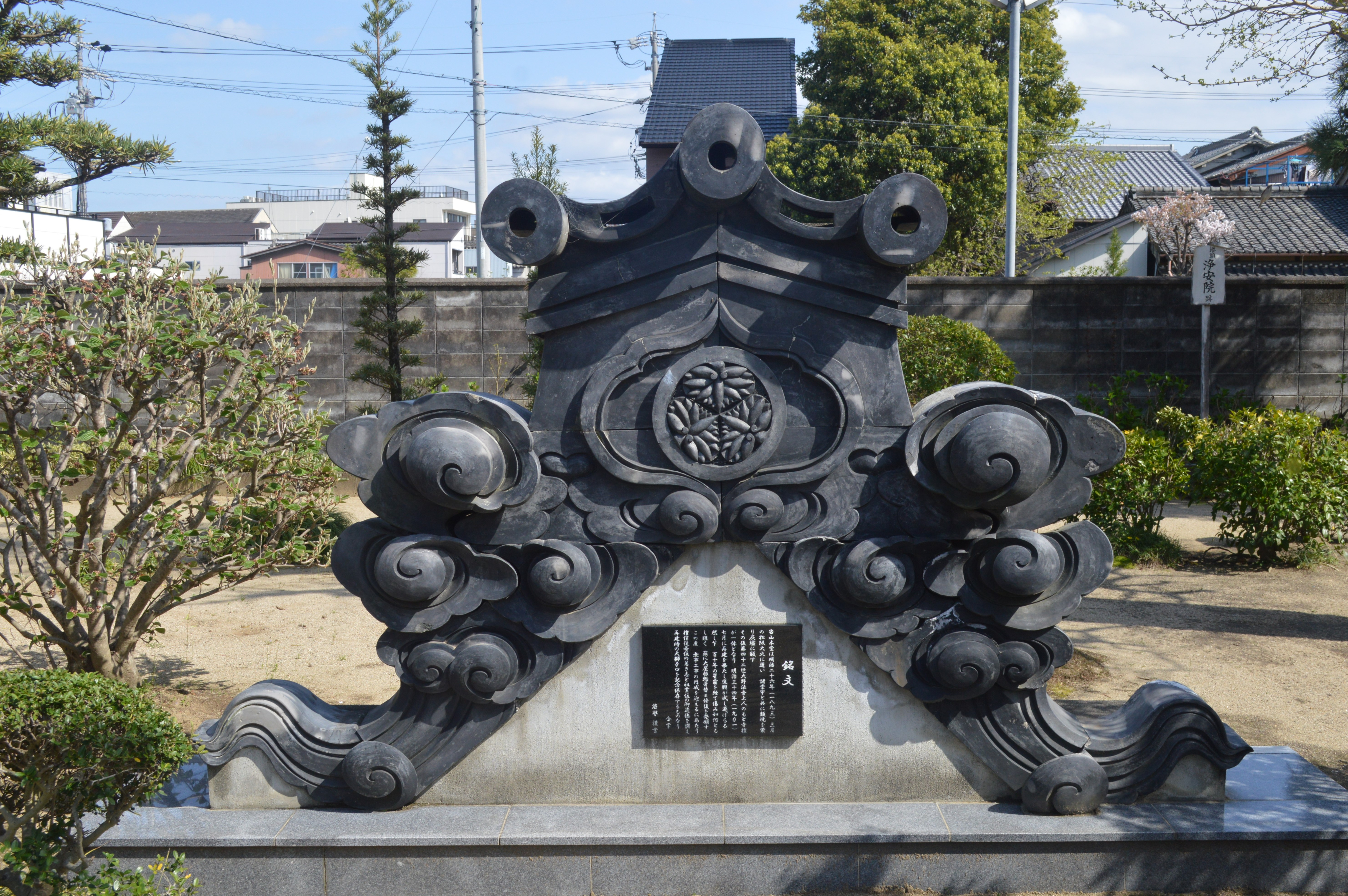
旧本堂の鬼瓦

## 文化財

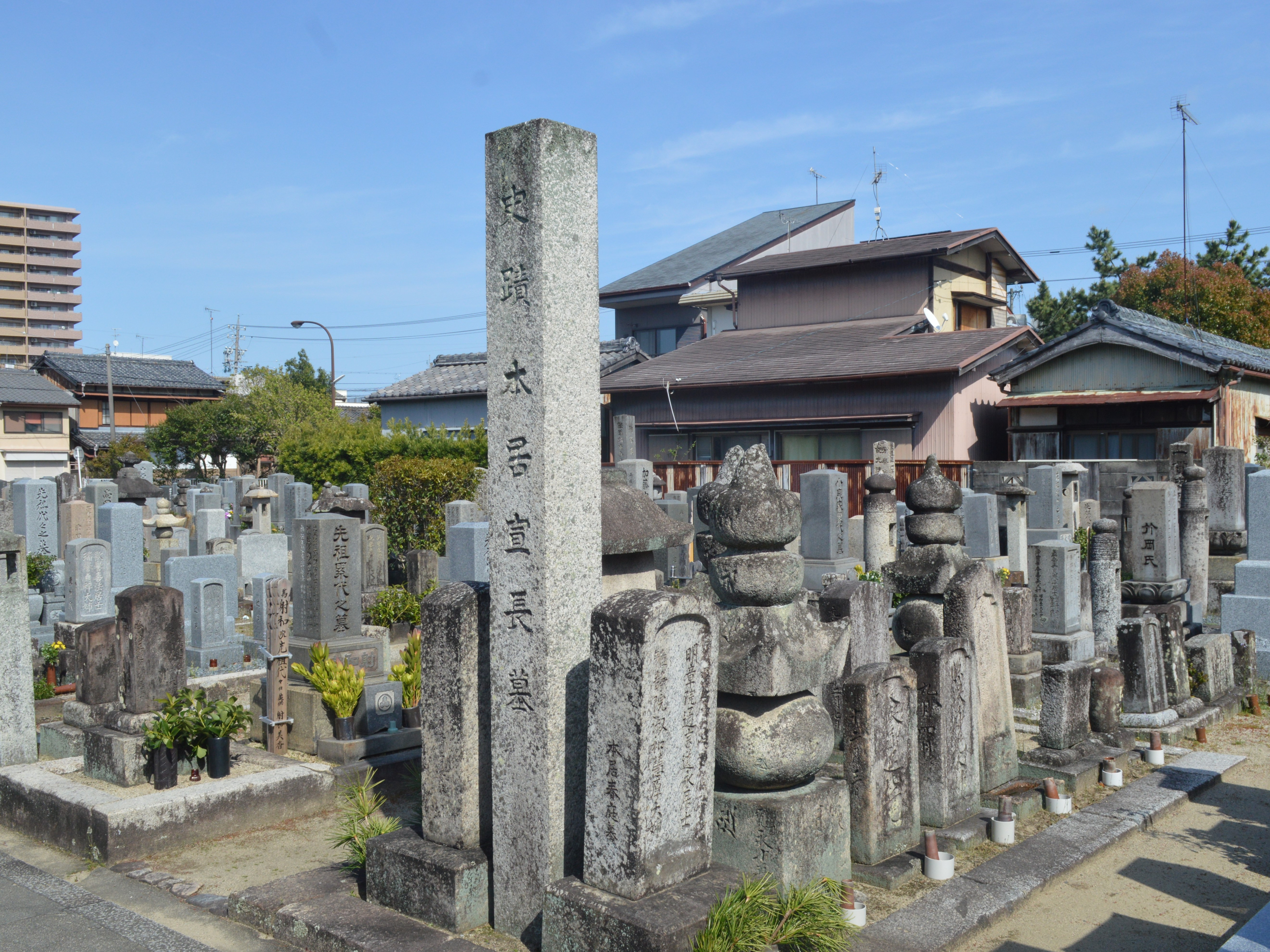
本居宣長の墓

### 国指定文化財
- 「本居宣長墓（樹敬寺）附 本居春庭墓」
  - 碑面には本居宣長の戒名「高岳院石上道啓居士」と妻勝の戒名「円明院清室恵鏡大姉」が刻まれている[3]。背後には長男の本居春庭とその妻壱岐の墓もあり、春庭の戒名「明章院通言道永居士」と壱岐の戒名「雅静院淑和慧厚大姉」が刻まれている[3]。墓地内には宣長の祖先である小津家やその子孫である本居家の計26基の墓がある[3]。
  - 1936年（昭和11年）9月3日、9.42平方メートルが国の史跡に指定された[3]。本居宣長の墓は樹敬寺のほかに山室の奥墓もあり[3]、樹敬寺には遺髪が、奥墓には亡骸が葬られている[2]。

### 県指定文化財
- 「木造地蔵菩薩立像」
  - 像高83cm、寄木造、漆箔像[4]。嘉元4年（1306年）製作[4]。
  - 玉眼のあて木に「嘉元二二年」という墨書があり、製作年がはっきりしている三重県でも数少ない基準作例である[4]。右手は下げて錫杖を持ち、左手は肘を曲げて掌上に宝珠を捧持する一般的な地蔵菩薩立像の形式である[1]。三道が浅く、なで肩であり、衣文が写実的であるなど、鎌倉時代の特徴が窺えるとともに室町時代への傾斜を有している[1]。かつては松ヶ島の踊橋筋の地蔵堂にあったという伝承を有し、踊橋地蔵とも呼ばれる[1]。
  - 1987年（昭和62年）3月27日に三重県指定文化財に指定された[4]。

## 所在地
所在地
- 三重県松阪市新町884番地

アクセス
- JR紀勢本線・近鉄山田線松阪駅から徒歩10分